# Mailänder Gürtelbahn
| Bahnanlagen bei Mailand, Gürtelbahn teilweise abgebaut. |                      |                                                |                                                |
| Streckenlänge: | 14,8 km              |                                                |                                                |
| Spurweite: | 1435 mm (Normalspur) |                                                |                                                |
| Stromsystem: | 3000 V =             |                                                |                                                |
| Zweigleisigkeit: | durchgehend          |                                                |                                                |
| |                      |                                                |                                                |
| \| \| \| von Turin und Domodossola \| \| \| \| \| Milano Certosa \| \| \| \| \| Bivio Musocco \| \| \| \| \| Milano Villapizzone \| \| \| \| \| Beginn Passante \| \| \| \| \| Milano Bovisa nach Saronno \| \| \| \| \| nach Asso \| \| \| \| \| Bivio Ghisolfa \| \| \| \| \| \| \| \| \| \| Bivio Simonetta \| \| \| \| \| Bivio Vigevano \| \| \| \| \| Milano Lancetti \| \| \| \| \| Milano Cadorna \| \| \| \| \| Milano Porta Sempione \| \| \| \| \| Milano Porta Garibaldi \| \| \| \| \| Beginn Passantino \| \| \| \| \| \| \| \| \| \| Bivio Vercelli (Milano) zuerst Bivio Maddalena \| \| \| \| \| \| \| \| \| \| Milano Porta Genova \| \| \| \| \| \| \| \| \| \| Bivio Naviglio Grande \| \| \| \| \| Milano San Cristoforo \| \| \| \| \| nach Mortara \| \| \| \| \| Triplo Bivio Seveso \| \| \| \| \| \| \| \| \| \| Ende Passantino \| \| \| \| \| Milano Greco Pirelli \| \| \| \| \| Bivio Turro \| \| \| \| \| Viadotto di Greco \| \| \| \| \| \| \| \| \| \| Milano Centrale \| \| \| \| \| \| \| \| \| \| \| \| \| \| \| \| \| \| \| \| Doppio Bivio Greco \| \| \| \| \| Viadotto di Turro \| \| \| \| \| Milano Lambrate \| \| \| \| \| \| \| \| \| \| nach Milano Smistamento und Venedig \| \| \| \| \| \| \| \| \| \| Milano Porta Vittoria \| \| \| \| \| Ende Passante \| \| \| \| \| Milano Porta Romana \| \| \| \| \| Güterbahnhof \| \| \| \| \| Milano Porta Romana \| \| \| \| \| Bivio Porta Romana \| \| \| \| \| Südliche Gürtelbahn \| \| \| \| \| nach Milano Rogoredo–Bologna \| \| |                      |                                                |                                                |
| Strecke |                      | von Turin und Domodossola                      | von Turin und Domodossola                      |
| Bahnhof |                      | Milano Certosa                                 | Milano Certosa                                 |
| Abzweig geradeaus, nach links und von links · Blockstelle quer · Strecke von rechts |                      | Bivio Musocco                                  | Bivio Musocco                                  |
| Bahnhof · Strecke |                      | Milano Villapizzone                            | Milano Villapizzone                            |
| Strecke von links (im Tunnel) · Abzweig geradeaus und nach rechts · Strecke |                      | Beginn Passante                                | Beginn Passante                                |
| Strecke von links · Kreuzung mit oberirdischer Strecke (im Tunnel) · Kreuzung geradeaus unten · Bahnhof quer · Kreuzung geradeaus oben |                      | Milano Bovisa nach Saronno                     | Milano Bovisa nach Saronno                     |
| Strecke · Strecke (im Tunnel) · Abzweig geradeaus und von links · Bahnhof quer · Kreuzung geradeaus oben |                      | nach Asso                                      | nach Asso                                      |
| Strecke · Strecke nach halblinks (im Tunnel) · Blockstelle · Strecke |                      | Bivio Ghisolfa                                 | Bivio Ghisolfa                                 |
| Strecke · Kreuzung · Strecke |                      |                                                |                                                |
| Strecke von links · Blockstelle quer (Strecke außer Betrieb) · Abzweig geradeaus, ehemals nach rechts und ehemals von rechts · Strecke von halbrechts (im Tunnel) · Strecke |                      | Bivio Simonetta                                | Bivio Simonetta                                |
| Strecke · ehemalige Blockstelle · Strecke (im Tunnel) · Strecke |                      | Bivio Vigevano                                 | Bivio Vigevano                                 |
| Strecke · Strecke · Bahnhof (im Tunnel) · Strecke |                      | Milano Lancetti                                | Milano Lancetti                                |
| Kopfbahnhof Streckenende und quer · Strecke nach halblinks · Strecke nach halbrechts (im Tunnel) · Strecke |                      | Milano Cadorna                                 | Milano Cadorna                                 |
| Dienststation / Betriebs- oder Güterbahnhof (Strecke außer Betrieb) · Strecke von halblinks (im Tunnel) · Strecke von halbrechts · Strecke |                      | Milano Porta Sempione                          | Milano Porta Sempione                          |
| Strecke (außer Betrieb) · Bahnhof (im Tunnel) · Bahnhof Tunnelanfang · Strecke |                      | Milano Porta Garibaldi                         | Milano Porta Garibaldi                         |
| Strecke (außer Betrieb) · Strecke (im Tunnel) · Strecke (im Tunnel) · Strecke |                      | Beginn Passantino                              | Beginn Passantino                              |
| |                      |                                                |                                                |
| Blockstelle (Strecke außer Betrieb) · Strecke (im Tunnel) · Strecke (im Tunnel) · Strecke |                      | Bivio Vercelli (Milano) zuerst Bivio Maddalena | Bivio Vercelli (Milano) zuerst Bivio Maddalena |
| |                      |                                                |                                                |
| Abzweig geradeaus und nach links (Strecke außer Betrieb) · Bahnhof · Strecke (im Tunnel) · Strecke (im Tunnel) · Strecke |                      | Milano Porta Genova                            | Milano Porta Genova                            |
| Strecke von links · Kreuzung geradeaus unten (Strecke geradeaus außer Betrieb) · Strecke nach rechts · Strecke nach halbrechts (im Tunnel) · Strecke (im Tunnel) · Strecke |                      |                                                |                                                |
| Abzweig geradeaus und von links · Abzweig ehemals geradeaus und von rechts · Strecke von halblinks (im Tunnel) · Strecke (im Tunnel) · Strecke |                      | Bivio Naviglio Grande                          | Bivio Naviglio Grande                          |
| Bahnhof · Strecke · Strecke (im Tunnel) · Strecke (im Tunnel) · Strecke |                      | Milano San Cristoforo                          | Milano San Cristoforo                          |
| Strecke nach rechts · Strecke · Strecke (im Tunnel) · Strecke (im Tunnel) · Strecke |                      | nach Mortara                                   | nach Mortara                                   |
| Strecke · Strecke (im Tunnel) · Blockstelle |                      | Triplo Bivio Seveso                            | Triplo Bivio Seveso                            |
| Strecke · Strecke (im Tunnel) · Abzweig geradeaus und nach links · Strecke von rechts |                      |                                                |                                                |
| Strecke · Tunnelende · Abzweig geradeaus und nach links · Kreuzung Anfang Hochstrecke · Strecke von rechts |                      | Ende Passantino                                | Ende Passantino                                |
| Strecke · Abzweig geradeaus und nach links · Kreuzung Anfang Hochstrecke · Kreuzung Ende Hochstrecke · Abzweig quer, nach links und von links · Bahnhof quer |                      | Milano Greco Pirelli                           | Milano Greco Pirelli                           |
| Strecke · Blockstelle Anfang Hochstrecke · Blockstelle · Strecke · Strecke |                      | Bivio Turro                                    | Bivio Turro                                    |
| Strecke · Kopfbahnhof Streckenanfang und quer · Abzweig geradeaus und nach rechts · Strecke · Strecke · Strecke |                      | Viadotto di Greco                              | Viadotto di Greco                              |
| Strecke · Kopfbahnhof Streckenanfang und quer · Kreuzung · Kreuzung · Strecke nach rechts · Strecke |                      |                                                |                                                |
| Strecke · Kopfbahnhof Streckenanfang und quer · Kreuzung · Kreuzung · Abzweig quer und von links · Strecke nach rechts |                      | Milano Centrale                                | Milano Centrale                                |
| Strecke · Bahnhof quer · Strecke nach links · Abzweig geradeaus und von rechts · Strecke |                      |                                                |                                                |
| Strecke · Kopfbahnhof Streckenanfang und quer · Strecke von rechts · Strecke Ende Hochstrecke · Strecke |                      |                                                |                                                |
| Strecke · Strecke nach links · Abzweig geradeaus, von links und von rechts · Strecke nach rechts |                      |                                                |                                                |
| Strecke · Blockstelle |                      | Doppio Bivio Greco                             | Doppio Bivio Greco                             |
| Strecke · Brücke |                      | Viadotto di Turro                              | Viadotto di Turro                              |
| Strecke · Bahnhof |                      | Milano Lambrate                                | Milano Lambrate                                |
| |                      |                                                |                                                |
| Strecke · Strecke (im Tunnel) · Abzweig geradeaus, nach links und von links |                      | nach Milano Smistamento und Venedig            | nach Milano Smistamento und Venedig            |
| |                      |                                                |                                                |
| Strecke · Strecke nach links (im Tunnel) · Strecke quer (im Tunnel) · Bahnhof Tunnelende und quer · Abzweig geradeaus, nach rechts und von rechts |                      | Milano Porta Vittoria                          | Milano Porta Vittoria                          |
| Strecke · Strecke |                      | Ende Passante                                  | Ende Passante                                  |
| ehemaliger Dienststation / Betriebs- oder Güterbahnhof · Strecke |                      | Milano Porta Romana                            | Milano Porta Romana                            |
| Strecke · Strecke |                      | Güterbahnhof                                   | Güterbahnhof                                   |
| Strecke nach links · Strecke quer · Bahnhof quer · Strecke von rechts · Strecke |                      | Milano Porta Romana                            | Milano Porta Romana                            |
| Blockstelle · Strecke |                      | Bivio Porta Romana                             | Bivio Porta Romana                             |
| Strecke nach links · Abzweig geradeaus, nach rechts und von rechts |                      | Südliche Gürtelbahn                            | Südliche Gürtelbahn                            |
| Strecke |                      | nach Milano Rogoredo–Bologna                   | nach Milano Rogoredo–Bologna                   |

Die Mailänder Gürtelbahn, italienisch Linea ferroviaria di cintura di Milano oder einfach Cintura, ist die Ringbahn um Mailand. Ein Teil auf der Westseite ist stillgelegt, der knapp 15 km lange Rest ist in Betrieb und wird hauptsächlich vom Fernverkehr und von Güterzügen befahren. Die Gürtelbahn wird auch von den Hochgeschwindigkeitszügen als Zugang von allen Landesteilen zum Bahnhof Milano Centrale genutzt.

## Geschichte

Zustand der Eisenbahnanlagen in Mailand im Jahre 1931. Rot die neu gebauten Abschnitte der nördlichen und östlichen Gürtelbahn, in Schraffur die stillgelegten.

Der erste Teil der Gürtelbahn bildete der im Januar 1870 eröffnete Abschnitt Mailand–Vigevano der Bahnstrecke Mailand–Mortara – der Abschnitt Vigevano–Mortara war bereits seit 1856 in Betrieb. Die Züge nach Mortara benutzten ab dem alten Bahnhof Milano Centrale zuerst die Strecke Mailand–Turin bis zur Abzweigung Vigevano und nutzten von da den neuen Streckenabschnitt in Richtung Süden, der eine Art westliche Gürtelbahn bildete. Vorerst lag an diesem Streckenabschnitt nur der Bahnhof Milano Porta Ticinese, der ab 1923 Milano Porta Genova genannt wurde.
Am 2. Dezember 1883 nahm der an der Strecke liegende Güterbahnhof Milano Porta Sempione den Betrieb auf, bereits im September des gleichen Jahres wurde eine Verbindungskurve in Betrieb genommen, sodass die Züge aus Turin ohne Spitzkehre direkt in den neuen Güterbahnhof gelangen konnten.
1891 wurde die Südliche Gürtelbahn in Betrieb genommen, sodass zusammen mit der 1864 eröffneten Strecke über den alten Bahnhof Milano Centrale ein geschlossener Ring entstand. Diese Strecke verlief oberirdisch und bildete zusammen mit der Strecke aus Venedig ein Gleisdreieck bei der heutigen Piazzale Susa.
Am 1. Juli 1905 wurden im Raum Mailand alle Bahnstrecken mit Ausnahme derjenigen der Ferrovie Nord Milano (FNM) von den Ferrovie dello Stato (FS) übernommen. Die Strecken wurden zuvor von der Rete Adriatica (RA) und von der Rete Mediterranea (RM) betrieben. Diese beiden Gesellschaften gingen 1885 aus der Verstaatlichung der finanziell angeschlagenen Società per le Ferrovie dell’Alta Italia (SFAI) hervor, der allen Bahnanlagen im Raum Mailand gehörten. Nach Übernahme der Bahnanlagen durch die FS wurde noch im selben Jahr das Großprojekt zur Umgestaltung der Bahnanlagen der Stadt Mailand begonnen. Es umfasste den Bau des heutigen Bahnhof Milano Centrale zusammen und einer neuen Zufahrten aus dem Norden. Eine neue Gürtelbahn im Norden sollte die Züge aus allen Richtungen in den Kopfbahnhof bringen. Weiter wurde der Bau des Rangierbahnhofes Milano Smistamento im Osten vorgesehen.
Als Erstes ging am 23. September 1914 der Ostteil der neuen Gürtelbahn mit den Bahnhöfen Milano Greco Pirelli, Milano Lambrate und dem Rangierbahnhof Milano Smistamento in Betrieb. Letzterer hieß damals noch Lambrate Smistamento und Greco war am Anfang noch ohne den Zusatz des Reifenherstellers Pirelli. Am 1. Dezember desselben Jahres nahm auch der Westteil der neuen Gürtelbahn den Betrieb auf. Er bestand anfangs lediglich aus der direkten Verbindung von Milano Certosa nach Milano Lambrate ohne jegliche Abzweigungen.
Im Mai 1915 wurde die Verbindung von der nördlichen Gürtelbahn nach Milano Centrale in Betrieb genommen, sodass Bauzüge den zukünftigen Bahnhof erreichen konnten, denn dieser wurde erst 1931 fertiggestellt. Im November desselben Jahres wurde die Verbindungskurve Naviglio Grande–Milano San Cristoforo an der Südlichen Gürtelbahn in Betrieb genommen, sodass Züge aus dem Osten ohne Spitzkehre die Strecke nach Vigevano erreichen konnten.
Der Güterbahnhof Milano Porta Garibaldi stellte den Betrieb am 19. März 1917 ein. Die Aufgabe des auf dem Gelände des ehemaligen Bahnhofs Milano Porta Nuova gelegenen Güterbahnhofs wurden vollumfänglich vom neu erstellten Güterbahnhof Milano Farini übernommen. Gleichzeitig wurden auch die Verbindungskurve Ghisolfa–Abzweigung Musocco in Betrieb genommen, welche die Gürtelbahn an den Güterbahnhof und an den alten Bahnhof Milano Centrale anband, sowie die Verbindungskurve von der Abzweigung Seveso nach Greco Pirelli, welche die direkte Zufahrt der Güterzüge aus dem Norden ermöglichte.
1918 war der Ostteil der Gürtelbahn im Bau aber noch lange nicht in Betrieb. Die Strecke Milano Lambrate–Milano Rogoredo umfasst die Abzweigungen von Lambrate in Richtung Venedig, die Abzweigung Taliedo für Züge aus dem Süden in Richtung Milano Smistamento, sowie die Abzweigung Trecca für Züge aus dem Norden in Richtung der Südlichen Gürtelbahn. Weiter wurde der 1911 eröffnete Bahnhof Milano Porta Vittoria an die östliche Gürtelbahn angeschlossen.
Am 16. November 1922 ging der Güterbahnhof Milano Lambrate in Betrieb, der an der Verbindungskurve von Milano Smistamento nach Milano Lambrate lag.
Mit der Eröffnung des neuen Bahnhofs Milano Centrale im Juli 1931 ging auch der Ostteil der Gürtelbahn von Lambrate nach Rogoredo in Betrieb, womit die gesamte neue Gürtelbahn fertiggestellt war. Gleichzeitig wurde die alte Strecke stillgelegt und der alte Bahnhof Milano Centrale umgehend abgebrochen. Im September des gleichen Jahres wurde die westliche Gürtelbahn mit dem Güterbahnhof Milano Porta Sempione eingestellt, sodass Porta Genova zum Kopfbahnhof wurde.
1991 wurde der oberirdische Bahnhof Milano Porta Vittoria geschlossen und seine Verbindungen zur Gürtelbahn getrennt. Dies erfolgte in Vorbereitung für den Bau des neuen unterirdischen Bahnhof Milano Porta Vittoria, der im Dezember 2004 zusammen mit dem letzten Stück der in Etappen gebauten neuen Passante in Betrieb ging.